# Manoir de Liigvalla
Le manoir de Löwenwolde, ou manoir de Liigvalla (en allemand : Gutshaus Löwenwolde; en estonien: Liigvalla mõis) est un manoir estonien situé à Liigvalla, dans la commune de Rakke dans la région du Viru occidental.

## Historique
Au Moyen Âge, le domaine sur lequel fut construit le manoir, au bord de la rivière Preedi, appartenait à l'Abbaye de Kärkna.
Au XVIe siècle, il devint un petit manoir, propriété de la famille de chevaliers germano-baltes Löwenwolde, qui donnera son nom au manoir.
Au XVIIIe siècle, il est acquis par une branche cadette, Rehbinder, une famille de la noblesse immémoriale allemande originaire de Westphalie installée dans les provinces baltes depuis le XVe siècle. En 1797, Le comte Gustav Wilhelm Friedrich von Rehbinder (1761-1832) fait ériger le manoir actuel, confiant les plans à l'architecte de Tartu, Johann Heinrich Walter.
Il se présente en style baroque tardif avec quelques éléments néo-classiques. Le milieu de la façade est orné d'un fronton baroque, décoré d'un œil-de-bœuf et soutenu par quatre pilastres dorique.
Le dernier propriétaire du manoir était Nikolai von Schilling. Le domaine est nationalisé en 1919, comme tous les domaines fonciers de la nouvelle république estonienne, et transformé de 1921 à 1965 en école. Il a été privatisé au début des années 2000 et est aujourd'hui en cours de rénovation.